# 食物 (栄養学)

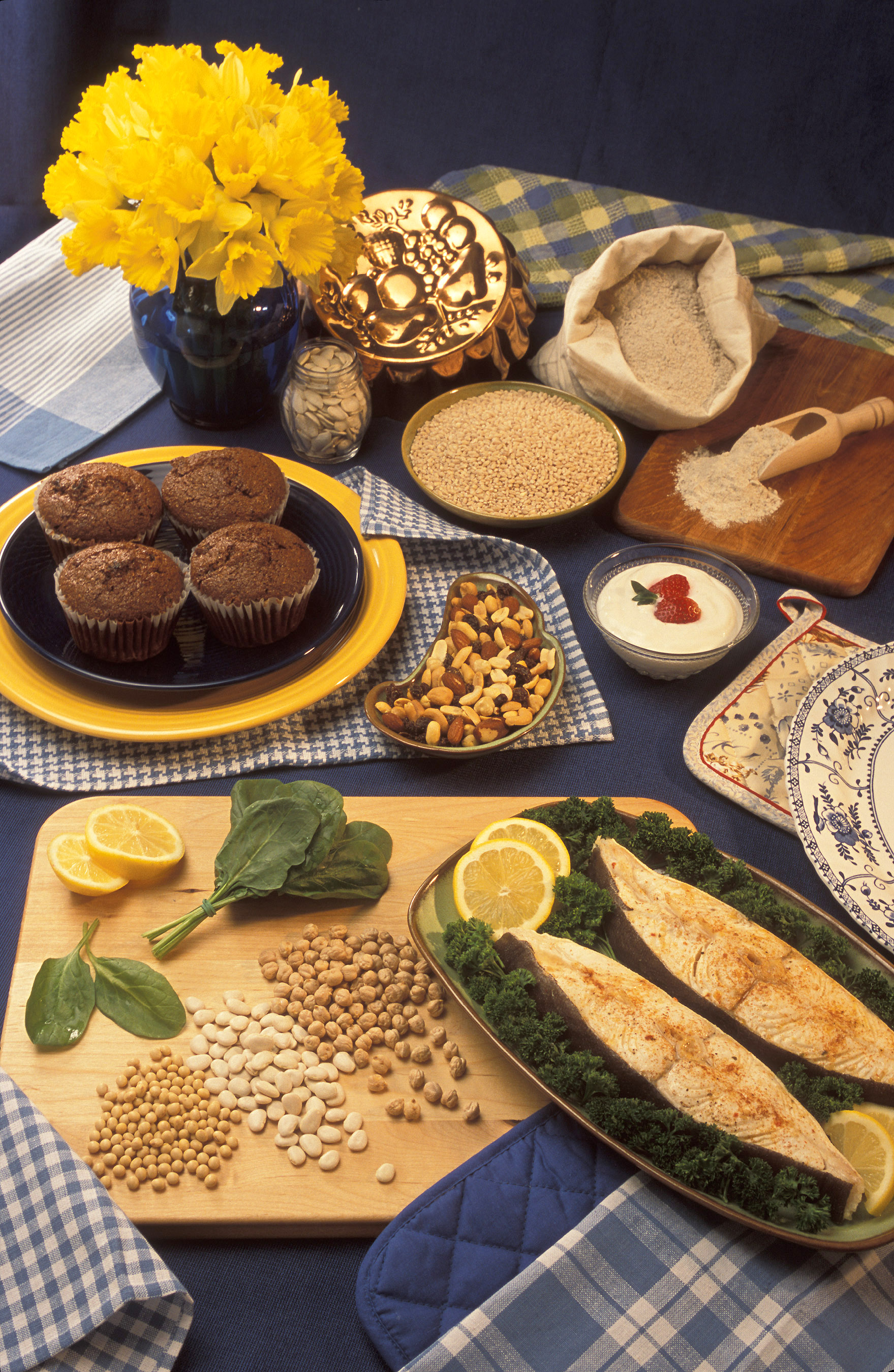
人間が摂取するマグネシウムを含む食品の一部。人間の食事は多岐にわたる。

栄養学において、食物（しょくもつ、英: diet）とは、人や他の生物が摂取する食べ物の総称である。ダイエットという言葉は、健康や体重を管理するために特定の栄養を摂取する意味でよく用いられる（この2つはしばしば関連している）。人は雑食性だが、それぞれの文化あるいはそれぞれの人が、食の好みや食のタブーを持っている。これは個人的な嗜好や倫理的な理由によるものかもしれない。個々の食の選択は、多かれ少なかれ健康的なのかもしれない。
完全栄養には、ビタミン、ミネラル、タンパク質に由来する必須アミノ酸、脂肪を含む食品からの必須脂肪酸、さらに炭水化物、タンパク質、脂肪の形で食物エネルギーが摂取され吸収される必要がある。食生活の習慣と選択は、生活の質、健康、そして長寿に重要な役割を果たす。

## 健康
健康的な食事は最適な健康状態を改善し、維持することができる。先進国では、豊かさによってカロリー摂取量に制限がなく、不適切な食品を選んでしまうこともできる。
保健機関は、エネルギー密度の高い食品や甘い飲み物の摂取を控え、植物由来の食品を食べ、赤肉や加工肉の消費やアルコール摂取を制限することによって、人々が正常な体重を維持することを推奨している。
日本人の食事摂取基準や、米国人の食事摂取基準は、政策立案者や医療専門家が健康的な栄養について一般の人々に助言するために用いる、証拠に基づく情報源である。

## 食物の選択

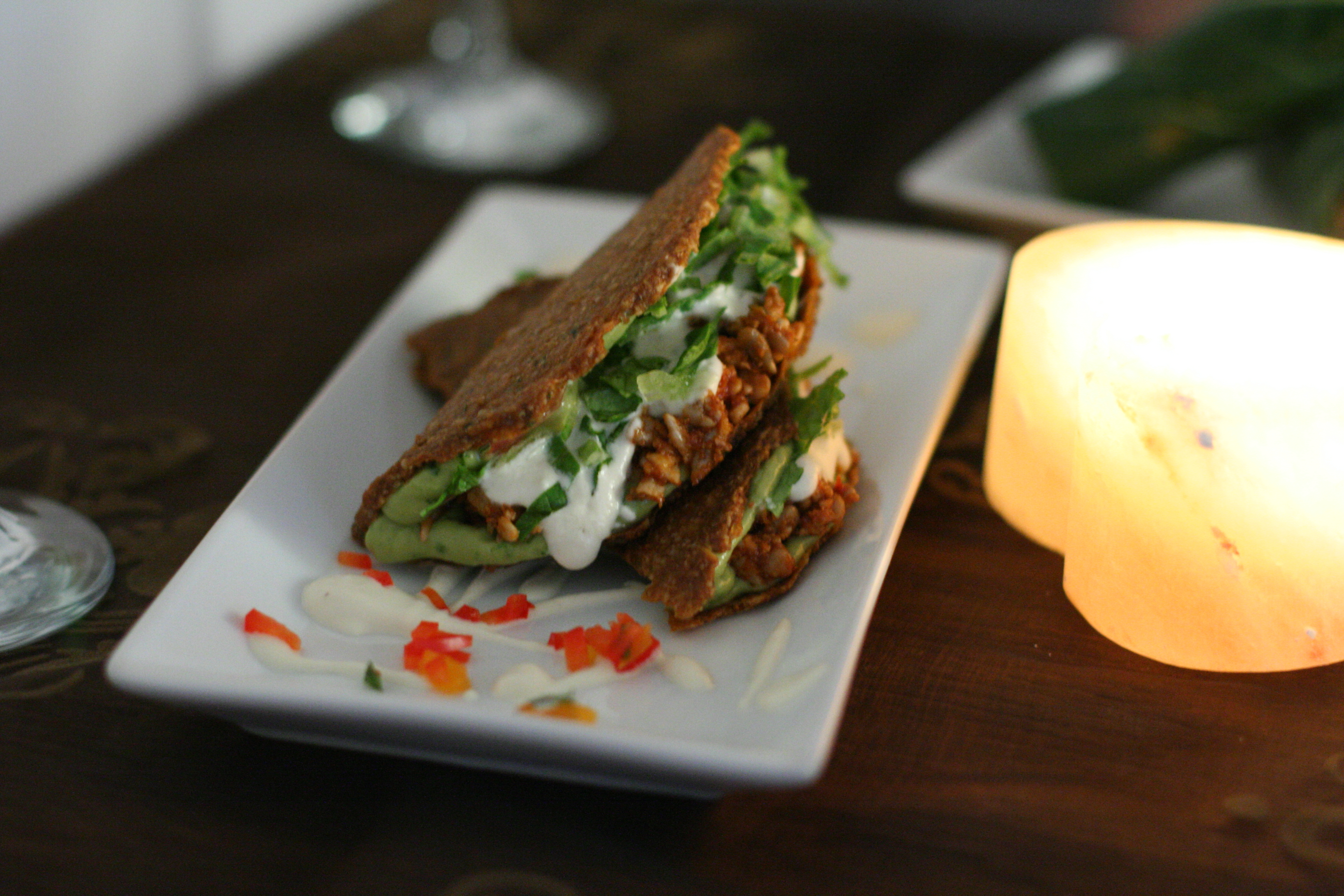
ワカモレ、ノンフライ豆、サワークリームで調理されたローフードタコス。生食主義では、調理していない食品の摂取を推奨する。

健康上の理由、道徳上の問題、あるいは環境への個人的な影響を軽減するために、さまざまな見方で動物由来の食品を食べない人もいるが（たとえば準菜食主義、ペスカタリアニズム、菜食主義、ヴィーガニズム）、どの食事がより低い影響を与えるかという一般的な推測は正しくないことが知られている。上記の食生活の中で、ヴィーガニズムは最も選択性が高いものである。バランスの取れたビーガン食は、必要な栄養素をすべて摂取することができるが、タンパク質、鉄、カルシウム、亜鉛、ビタミンB12などの栄養素の摂取に特に注意する必要があるかもしれない。
生食主義（ローフード）は、もう一つの現代的な傾向である。

## 体重管理
体重の減少または増加を促進するために、特別の食事療法が選択されることがある。被験者の食事摂取を変更する（またはダイエットをする）と、エネルギー収支が変化し、体に蓄えた脂肪の量が増減することがある。「健康的な食事」と「体重管理のための食事（ダイエット）」という言葉は、健康的な体重管理を促すことから、しばしば関連している。太り過ぎや肥満の人は、摂取カロリーより燃焼カロリーが多い食事やライフスタイルに変えることで、健康全般が改善され、心臓病や糖尿病など体重に起因する病気を予防できる可能性がある。逆に、病気や栄養失調のために体重が不足している人は、体重増加を促すために食事を変えることもある。意図的な体重の変化は有益なことが多いが、あまり急激に起こると体に害を及ぼす可能性がある。意図しない急激な体重変化は、何らかの薬に対する体の反応によって起こることもあれば、病気の中でも甲状腺の問題や癌などの重大な医学的問題の兆候という可能性もある。

### 摂食障害
摂食障害とは、正常な食物摂取に支障を来たす精神疾患である。これは、異常な食習慣や食物に関する考えによって定義され、必要以上に食べたり、食べなかったりすることがある。一般的な摂食障害には、神経性食欲不振症、神経性過食症、過食性障害がある。摂食障害は、あらゆる性別、年齢、社会経済状況、および体格の人々が罹患する。

## 宗教的、文化的な食事の選択
文化や宗教によっては、どの食品が食事に使用できるかについての制限がある。たとえば、ユダヤ教ではカーシェール食品が許され、イスラム教ではハラール食品のみが許されている。仏教は一般的に菜食主義であるが、宗派によっては慣習が異なり、肉食が許されている場合がある。ヒンドゥー教では、菜食主義が理想とされている。ジャイナ教は厳格な菜食主義であり、さらに根菜類（例: ジャガイモ、ニンジン）の摂取は許されていない。  
キリスト教では、食べることができる動物の種類に制限はないが、キリスト教の中でもさまざまななグループが、さまざまな理由から特定の食事制限を行っている。キリスト教徒で最も一般的な食事は、地中海食と菜食である。

## 食物の分類表
| 食品種類 | 雑食 | 肉食  | ペスカタリアン | ポロタリアン | 準菜食    | 菜食  | ヴィーガン食 | 果実食 | パレオ食 | ケトン食 | カシェル (ユダヤ) | ハラール (イスラム) | インド菜食 | ジャイナ菜食 |
| -------- | ---- | ----- | -------------- | ------------ | --------- | ----- | ------------ | ------ | -------- | -------- | ----------------- | ------------------- | ---------- | ------------ |
| 酒       | Yes  | No    | Yes            | Yes          | Yes       | Yes   | Yes          | No     | No       | Maybe    | Maybe             | No                  | Maybe      | No           |
| 果実     | Yes  | No    | Yes            | Yes          | Yes       | Yes   | Yes          | Yes    | Yes      | No       | Yes               | Yes                 | Yes        | Maybe        |
| ベリー   | Yes  | No    | Yes            | Yes          | Yes       | Yes   | Yes          | Yes    | Yes      | Maybe    | Yes               | Yes                 | Yes        | Yes          |
| 野菜     | Yes  | No    | Yes            | Yes          | Yes       | Yes   | Yes          | No     | Yes      | Yes      | Yes               | Yes                 | Yes        | Yes          |
| 葉菜     | Yes  | No    | Yes            | Yes          | Yes       | Yes   | Yes          | No     | Yes      | Yes      | Yes               | Yes                 | Yes        | Maybe        |
| 豆果     | Yes  | No    | Yes            | Yes          | Yes       | Yes   | Yes          | Maybe  | No       | No       | Yes               | Yes                 | Yes        | Yes          |
| 種実     | Yes  | No    | Yes            | Yes          | Yes       | Yes   | Yes          | Maybe  | Yes      | Maybe    | Yes               | Yes                 | Yes        | Maybe        |
| 芋       | Yes  | No    | No             | Yes          | Yes       | Yes   | Yes          | Yes    | No       | Maybe    | No                | Yes                 | Yes        | Maybe        |
| 穀物     | Yes  | Yes   | Yes            | Yes          | Yes       | Yes   | Maybe        | No     | No       | Yes      | Yes               | Yes                 | Yes        | Yes          |
| 蜂蜜     | Yes  | No    | Yes            | Yes          | Yes       | Yes   | No           | No     | Yes      | No       | Yes               | Yes                 | Yes        | No           |
| 乳製品   | Yes  | Maybe | Maybe          | Maybe        | Maybe     | Maybe | No           | No     | No       | Maybe    | Yes               | Yes                 | Yes        | Yes          |
| 卵       | Yes  | Yes   | Maybe          | Yes          | Maybe     | Maybe | No           | No     | Yes      | Yes      | Yes               | Yes                 | Maybe      | No           |
| 昆虫     | Yes  | Yes   | No             | No           | Sometimes | No    | No           | No     | Yes      | Yes      | No                | No                  | Maybe      | No           |
| 甲殻/貝  | Yes  | Yes   | Yes            | No           | Sometimes | No    | No           | No     | Yes      | Yes      | No                | Maybe               | Maybe      | No           |
| 魚       | Yes  | Yes   | Yes            | No           | Sometimes | No    | No           | No     | Yes      | Yes      | Yes               | Yes                 | Maybe      | No           |
| 鳥       | Yes  | Yes   | No             | Yes          | Sometimes | No    | No           | No     | Yes      | Yes      | Yes               | Yes                 | Maybe      | No           |
| 羊       | Yes  | Yes   | No             | No           | Sometimes | No    | No           | No     | Yes      | Yes      | Yes               | Yes                 | Maybe      | No           |
| 鹿       | Yes  | Yes   | No             | No           | Sometimes | No    | No           | No     | Yes      | Yes      | Yes               | Yes                 | Maybe      | No           |
| 豚       | Yes  | Yes   | No             | No           | Sometimes | No    | No           | No     | Yes      | Yes      | No                | No                  | Maybe      | No           |
| 牛       | Yes  | Yes   | No             | No           | Sometimes | No    | No           | No     | Yes      | Yes      | Yes               | Yes                 | Maybe      | No           |

### 備考
1. ↑  トマト、ナス、カボチャ、ズッキーニなど、伝統的に野菜とされてきた植物は許されている。
2. ↑  通常、キャッサバ、ヤムイモ、サツマイモは許されているが、ジャガイモは許されていない。
3. ↑  ケトン食のいくつかの変種は旧石器時代を意識して乳製品を排除しているが、ケトジェニックであることを条件に乳製品を許す場合がある。それほど厳しくないアプローチでは、全ての動物由来の食品（英語版）が許される。[21]
4. 1 2  ほぼ全ての教派が卵または乳製品のどちらかの摂取を認め、ほとんどが両方を認めている。シーガニズム（seaganism）のような、より厳格なものは、鳥肉や赤身の肉を拒否すると同時に、卵や乳製品も拒否する。
5. ↑  ラクト・ベジタリアン（英語版）、オボ・ラクト・ベジタリアン、ジャイナ・ベジタリアン（英語版）は、乳製品を許している。
6. ↑  乳製品は許されているが、肉類と一緒に調理したり食べることはできない。乳製品は、パレーブ（英語版）食品と一緒に調理して食べることができる。
7. ↑  オボ・ベジタリアン（英語版）とオボ・ラクト・ベジタリアンのどちらも卵を許す。
8. 1 2  イナゴは教派によっては許される場合がある。
9. ↑  イスラム教のシーア派では、軟体動物やカニのような甲殻類は禁止されている。小エビ/クルマエビは食べられる。
10. ↑  インドの多くの州では、宗教上の理由から牛肉が法律で禁止されているが、ケーララ州など一部の州では禁止していない。これらの州では、牛肉を食べることを選択するヒンズー教徒もいる。[22]

## 参照
- 減量食（英語版） - 減量プログラムや治療の一環としてレシピが調整された食品や飲料
- ダイエット - 人や動物が食べるものや食べること
- デザート作物（英語版） - 日常的あるいは歴史的に使用されない作物または植物の種類
- 栄養心理学（英語版） - 食事の決定などの選択が、栄養、心理、健康全般に及ぼす影響を研究する学問